# L16 81mm-mortier
De L16 81mm-mortier is ontstaan als een gezamenlijk ontwerp door het Verenigd Koninkrijk en Canada.
Het is een indirect vurend wapen (steilbaan) dat op bataljonsniveau wordt ingedeeld en dat in staat is om nauwkeurige vuursteun te leveren tot een maximumbereik van 5650 m.
Als eerste namen de Britse strijdkrachten de mortier in gebruik in 1965-’66 ter vervanging van de Ordnance ML 3 inch Mk II-mortier.
Anno 2024 is de L16 enigszins verouderd. Het is zwaar en het afvuurgereedmaken kost veel tijd. Ook is het wapen is eenvoudig te detecteren door zijn kenmerkende knal en flits tijdens het schieten. Door de lange vluchttijd, de hoge projectielbaan en de lage snelheid van de projectielen is het bovendien kwetsbaar voor detectie door mortieropsporingsradar.
Voor transport wordt het wapen gedemonteerd in drie delen (schietbuis, basisplaat en 2-pootstatief met vizieren) van elk ongeveer 11 kg.
Voor inzet wordt het wapen dan geassembleerd. Het wapen is binnen enkele minuten in iedere gewenste richting te zetten.
Door de constructie en het gewicht is de mortier ook lopend te vervoeren.

## Werking
De mortier heeft een gladde schietbuis die op de basisplaat bevestigd is met een veergebufferde montageklem. De schietbuis wordt ondersteund door het 2-pootstatief, die is voorzien van wormwielen waarmee de elevatie en azimut (breedterichting) van de schietbuis aangepast kan worden. Elevatie kan ingesteld worden van 45° tot 85,2°. Horizontaal kan de schietbuis 5,6° naar links of naar rechts gericht worden zonder het 2-pootstatief te verplaatsen. Door het 2-pootstatief te verplaatsen kan de hoofdrichting snel in iedere richting aangepast worden. Het vizier is bevestigd aan het 2-pootstatief.

### Methode van voortstuwing
Het bereik van een mortier wordt geregeld door het aantal bijgevoegde aanvullingskardoezen. Deze aanvullingskardoes is een halfronde ‘donut’ van nitrocellulose, die lijkt op een gezwollen letter "C". Afhankelijk van de afstand waarop een doelwit zich bevindt, worden er meer of minder aanvullingskardoezen toegevoegd. Dan plaatst de lader het projectiel in de schietbuis en laat het los. Door de zwaartekracht glijdt het projectiel door de schietbuis omlaag en totdat het slaghoedje in de basis van het projectiel de vaste slagpin raakt die zich op de bodem van de schietbuis bevindt ("drop fire"-methode). Het slaghoedje detoneert en ontsteekt de lading in de staartvin, die op zijn beurt de aanvullingskardoezen op het projectiel ontsteekt. De aanvullingskardoezen detoneren, waarbij heet, expanderend gas vrijkomt dat het projectiel versnelt en uit de schietbuis drukt.

## Munitie

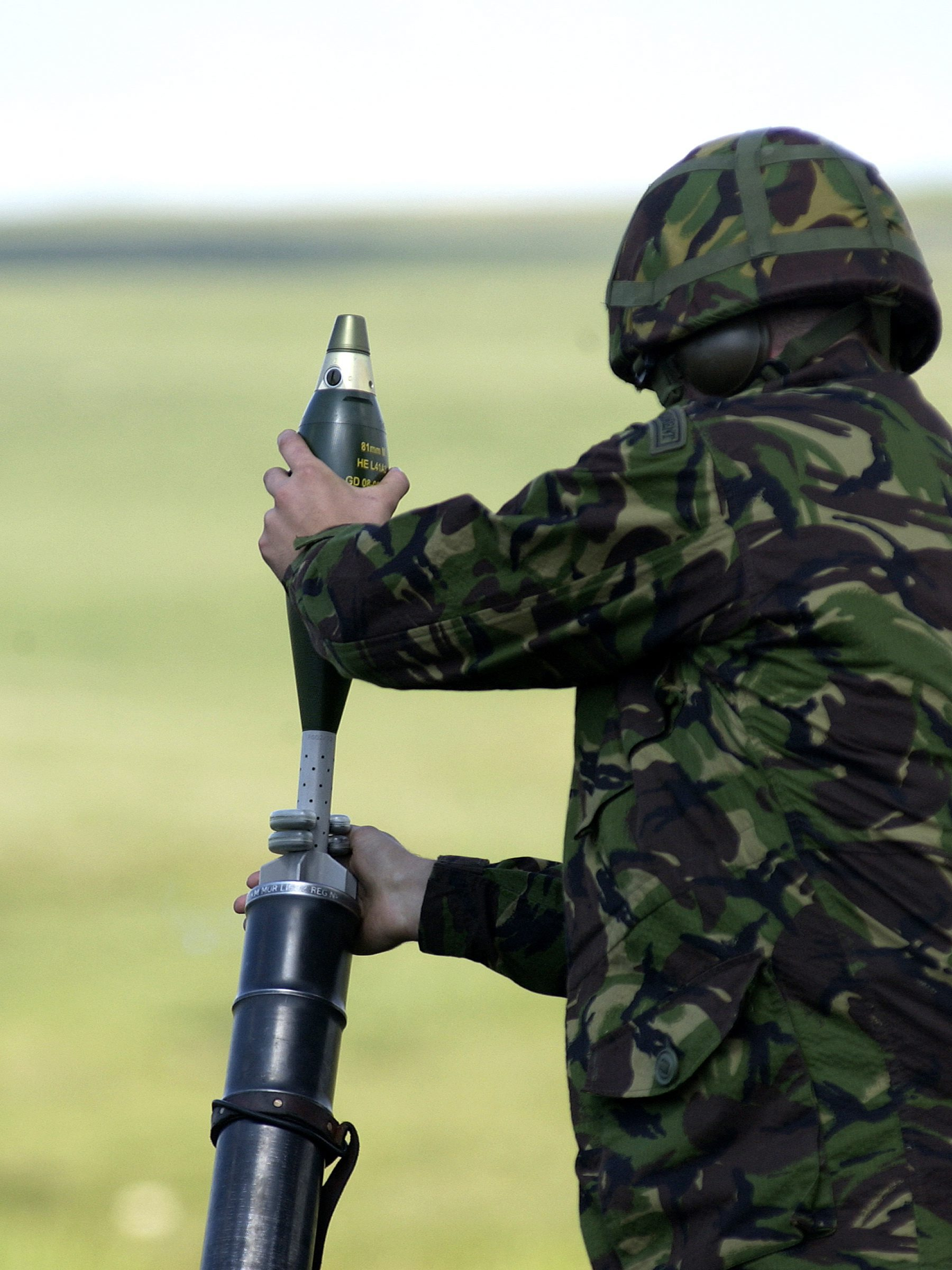
Een L16 81mm-mortier wordt geladen. De granaat is goed te zien

De mortier maakt gebruik van 81mm-granaten met een diversiteit aan ladingen; zo kan bijvoorbeeld explosieve, rookvormende of lichtafgevende munitie afgevuurd worden.
Een standaard brisantgranaat (HE) of rookgranaat kan een afstand tussen 100 m en 5675 m afleggen. Een lichtgranaat kan een afstand tussen de 400 m en 4800 m afleggen.
Een standaard projectiel weegt 4,2kg De lengte van de granaten ligt tussen de 331 en 571 mm. Amerikaanse granaten zijn in het algemeen van staal, met aluminium vinnen, terwijl Britse projectielen geheel van staal zijn. Overigens zijn er wereldwijd vele fabrikanten van 81mm projectielen.
In crisissituaties kan men 20 schoten per minuut uitvoeren. In normale omstandigheden 15 schoten per minuut. Gedurende langere tijd kan een vuursnelheid van 1 tot 12 schoten per minuut volgehouden worden.
De brisantgranaten die worden afgevuurd hebben bij inslag een dodelijke zone van 35 m

### Samenstelling mortiergranaat
De granaat bestaat uit drie delen. Het centrale deel, het granaatlichaam, is een bolle cilinder waarin de hoofdlading (TNT) is ondergebracht. Onder het granaatlichaam bevindt zich het staartstuk met voortdrijvende lading (grondkardoes en aanvullingskardoes) dat dient om de granaat uit de mortier te schieten. Vinnen aan het staartstuk zorgen voor stabilisatie tijdens de vlucht. Boven op het granaatlichaam is de schokbuis gemonteerd, waarin zich een mechanisme bevindt met een tweeledige functie: enerzijds dient het om de granaat te beveiligen en anderzijds om het explosief op het gewenste moment te ontsteken. Het schokbuismechanisme kent daartoe een ‘veilige’ (of ongewapende) stand en een ‘scherpe’ (of gewapende) stand.

## Gebruik in het Verenigd Koninkrijk
De L16 81mm is de standaard mortier van de Britse strijdkrachten, en wordt gebruikt door het leger, de mariniers en het RAF-regiment, de grondbeveiligingseenheid van de RAF.
Britse pantserinfanterie eenheden beschikken over de L16-mortier die ingebouwd is in een FV 432-infanteriegevechtsvoertuig (IFV). De mortier is geplaatst op een draaitafel achter in het voertuig en kan 360° draaien. Voor het afvuren wordt het dakluik geopend. In het voertuig worden 160 granaten meegevoerd. De bemanning bestaat uit een chauffeur, commandant en vier man. Ieder bataljon beschikt over een mortierpeloton met 6 stukken. Voorheen werd ook de Saxon APC AT105MR gebruikt als transportvoertuig voor de mortier en de bemanning.
Britse lichte infanterie eenheden en de Royal Marines vervoeren hun mortieren gewoonlijk in hun voertuigen of helikopters. De Royal Marines vervoeren hun mortieren in BV-S10 Viking-voertuigen (de vervanger van de BV-206). Wanneer de mortier te voet getransporteerd wordt, wordt de munitie vaak verdeeld over de manschappen van het bataljon, die naast hun eigen uitrusting dan maximaal 4 granaten (twee plastic draagcontainers (greenies) met elk 2 granaten) meekrijgen.

## Gebruik in Nederland
Na beproevingen van mortieren van verschillende fabrikanten begin jaren ‘90 werd de L16 81 mm uitgekozen om de M1-mortier 81 mm te vervangen. Sinds 1995 beschikt de Nederlandse krijgsmacht over 128 L16 81mm-mortieren.
89 Daarvan zijn ingedeeld bij de pantserinfanteriebataljons en luchtmobiele infanteriebataljons van de Koninklijke Landmacht en 29 bij het Korps Mariniers.
De bemanning bestaat uit 3 militairen: commandant/lader, richter en munitiewerker.

### Vervoer

#### Pantserinfanterie
Bij de pantserinfanteriebataljons wordt het wapen vervoerd door de Fennek MR, een afgeleide versie van de Fennek AD. De mortier en de munitie worden meegevoerd op het achterdek van het voertuig. Om te vuren moeten militairen het wapen, het affuit (onderstel) en de richtmiddelen, in elkaar zetten.

#### Luchtmobiele infanterie
Bij de luchtmobiele eenheden wordt de mortier vervoerd met de Mercedes-Benz softtop.

#### Korps Mariniers
Bij het Korps Mariniers wordt de mortier vervoerd in de BV-208mc (mortarcarrier) De achterwagen van deze variant van de BV-206 kan worden voorzien van een 81mm-mortieropstelling en kan 106 granaten (HE) meevoeren. De achterwagen van de BV-206mc heeft een speciale stabilisatie-inrichting voor het afvuren van de 81mm-mortier.

#### Vervoer met pakpaarden
Het Korps Mariniers is ook in staat de mortier te vervoeren met lokale lastdieren.
Lastdieren kunnen lasten tot meer dan 100 kg in verschillende omstandigheden en in zeer moeilijk begaanbaar terrein op locaties brengen waar voertuigen en helikopters vaak niet kunnen komen. Er is speciale tuigage beschikbaar en er worden mariniers opgeleid om de dieren goed te kunnen verzorgen, beladen en in te zetten.

### Vervanging
De L16 81mm-mortier bereikt in 2016 het einde van de technische levensduur. Daarnaast voldoet het huidige 81mm-mortiersysteem niet meer aan de huidige operationele eisen. Met name op de aspecten bereik, nauwkeurigheid, mobiliteit en de snelheid waarmee de mortier ingezet kan worden, zijn de prestaties van het huidige systeem onvoldoende. Vervanging van de L16 81mm-mortieren stond gepland voor de periode van 2017 t/m 2019 maar is in 2018 nog niet ingezet.:p103

## Gebruikers

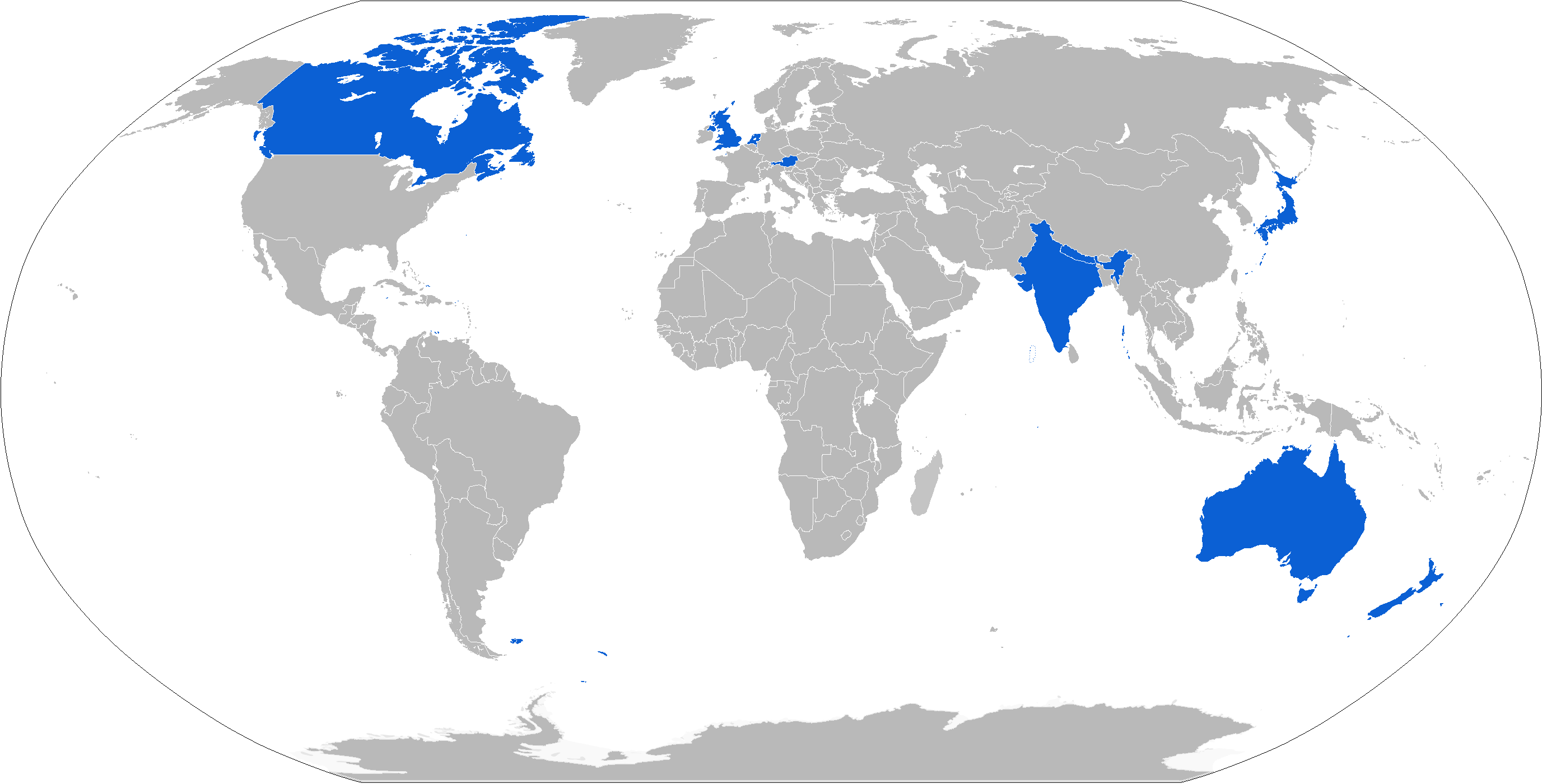
Kaart met L16-gebruikers in blauw

De L16 81mm-mortier is in gebruik bij de strijdkrachten van vele landen.
- Australië produceert en gebruikt een in licentie gebouwde versie die 'F2 81mm-mortier' genoemd wordt.
- De versie die wordt gebruikt door de Amerikaanse strijdkrachten staat bekend als M252-mortier. De M252 wordt geproduceerd door Watervliet Arsenal in Watervliet (New York). De M252 verving in het Amerikaanse leger in 1987 de M29-mortier 81 mm, die op zijn beurt vanaf 1952 de M1-mortier 81 mm had vervangen.
- In Japan wordt de L16 81mm-mortier door Howa Machining Company in licentie geproduceerd.

### Huidige gebruikers
- Australië: F2 81mm
- Belize
- Brazilië
- Canada
- Estland: M252
- Guyana
- India
- Japan
- Malta
- Maleisië
- Nepal
- Nederland: L16A2[3]
- Nieuw-Zeeland
- Noorwegen
- Oman
- Oostenrijk
- Portugal
- Syrië
- Verenigd Koninkrijk
- Verenigde Staten: M252

### Voormalige gebruikers
- Rhodesië

## Fotogalerij

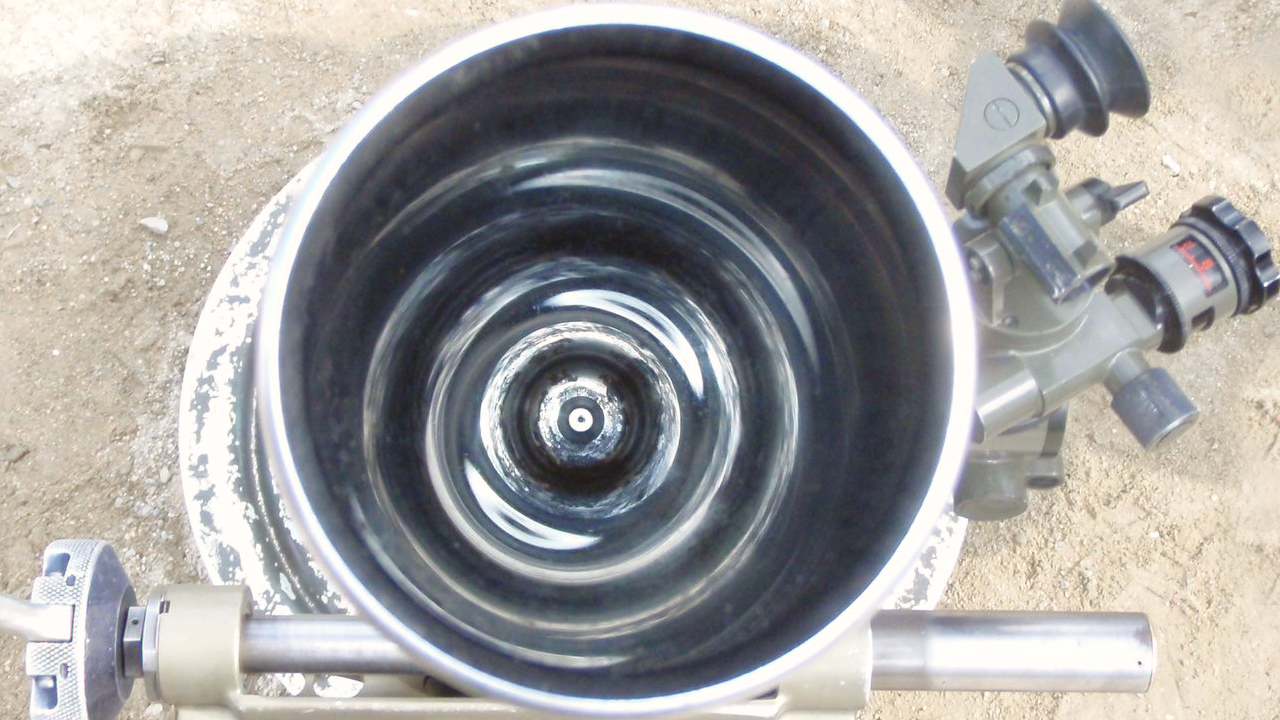
Binnenzijde van de gladde schietbuis van de L16-mortier.
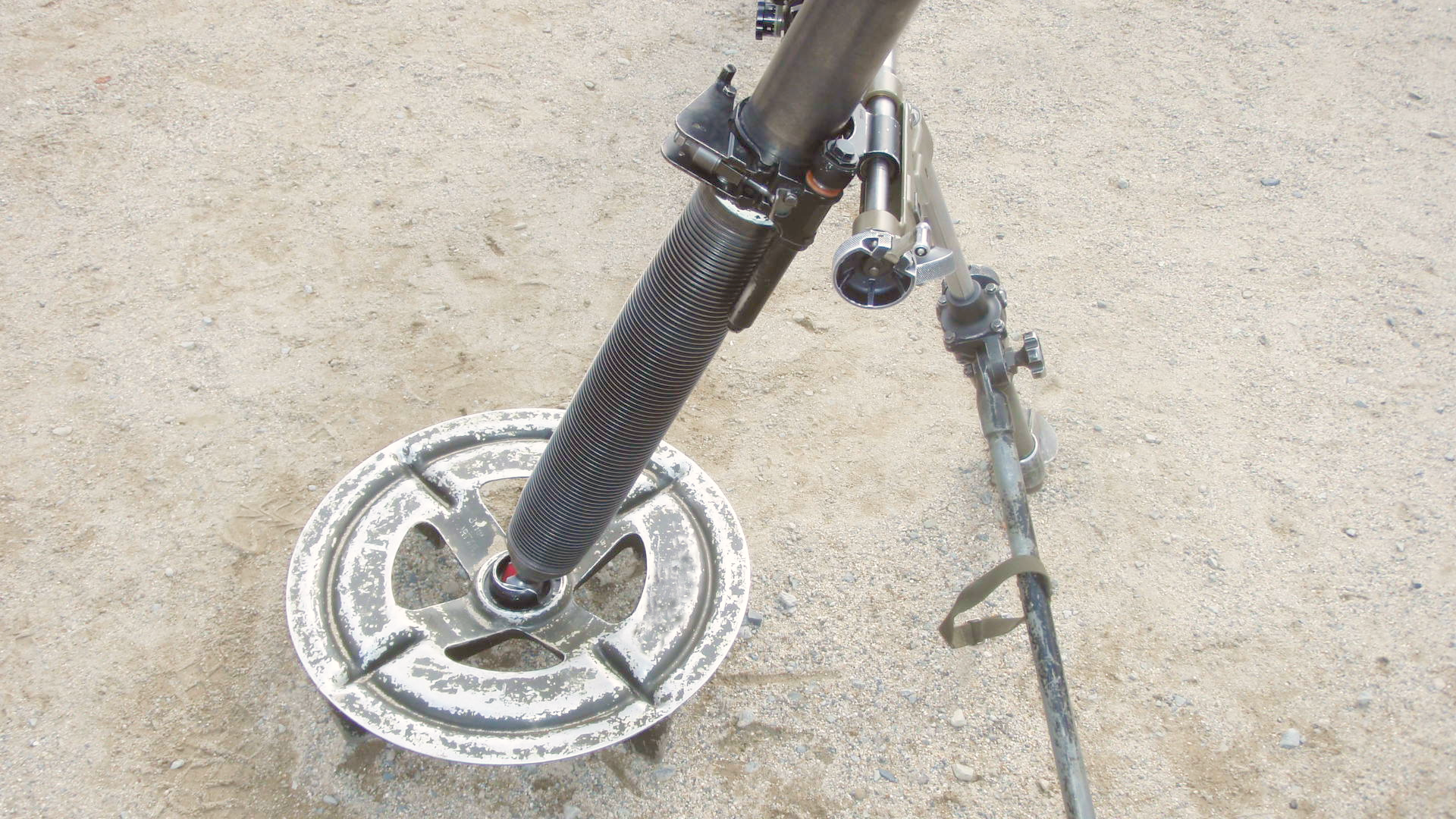
L16-basisplaat
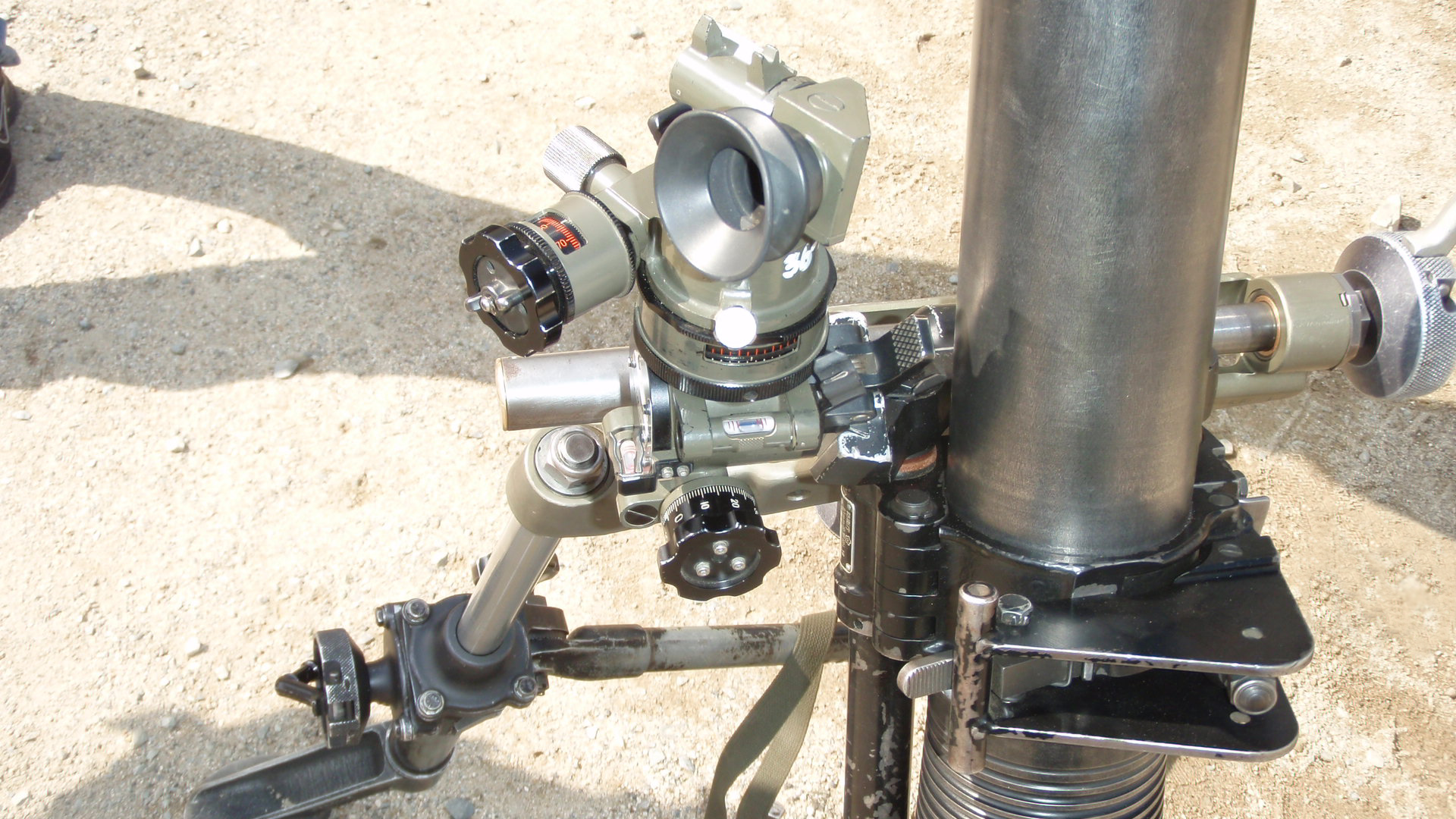
L16-vizier
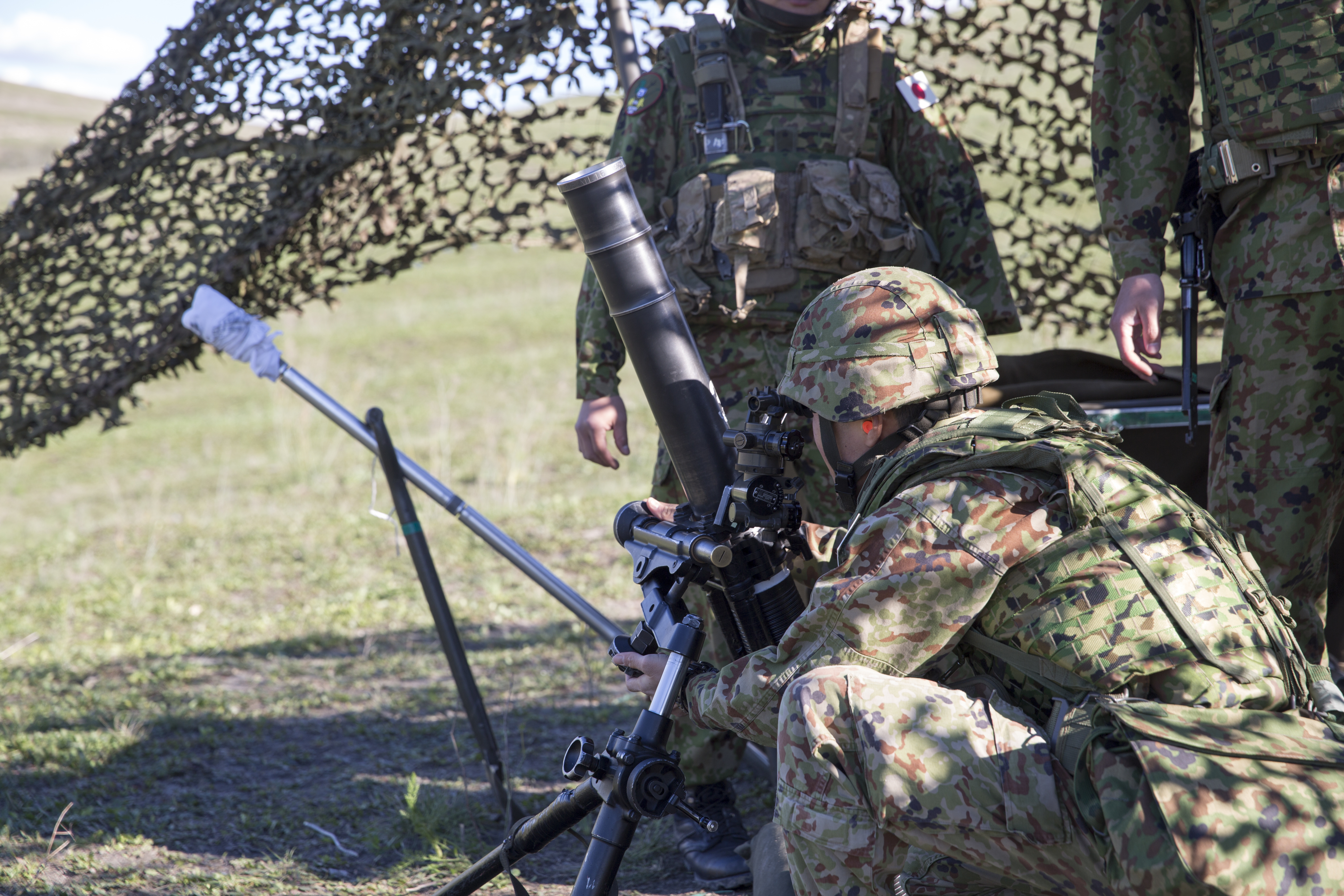
L16-mortier van de Japanse Zelfverdedigingstroepen